# Kerry Bishé
Kerry Bishé (Nueva Zelanda, 1 de mayo de 1984) es una actriz estadounidense nacida en Nueva Zelanda, conocida por interpretar a Donna Clark/Emerson en la serie 'Halt and Catch Fire', también por interpretar a Lucy Bennett, el personaje principal en la novena temporada de Scrubs. Bishé también protagonizó como Billie Kashmiri en Virtuality, originalmente para ser una serie.

## Primeros años
Bishé nació en Nueva Zelanda antes de mudarse a Nueva Jersey, Estados Unidos como niña y asistió a la Academia Montclair Kimberley (en donde su padre, Kenneth Bishé, enseñó estudios sociales), graduándose en 2002, luego estudió en la Universidad Northwestern.

## Filmografía
| Año        | Título                          | Papel                       | Notas                                        |
| ---------- | ------------------------------- | --------------------------- | -------------------------------------------- |
| 2008       | The Lucky Ones                  | Extra                       |                                              |
| 2008       | Sex and the City                | Extra                       |                                              |
| 2009       | Life on Mars                    | Eve Flannery                | Un episodio                                  |
| 2009       | Royal Pains                     | Emma Newberg                | Un episodio                                  |
| 2009       | Virtuality                      | Billie Kashmiri             | Película de televisión                       |
| 2009-2010  | Scrubs                          | Lucy Bennett                |                                              |
| 2010       | Nice Guy Johnny                 | Brooke                      |                                              |
| 2010       | Meskada                         | Emily Cordin                |                                              |
| 2011       | Red State                       | Cheyenne                    |                                              |
| 2011       | Newlyweds                       | Linda                       |                                              |
| 2012       | Argo                            | Kathy Stafford              |                                              |
| 2012       | The Fitzgerald Family Christmas | Sharon                      |                                              |
| 2013       | Grand Piano                     |                             |                                              |
| 2013       | Goodbye World                   | Lily Palmer                 |                                              |
| 2013       | Blue Highway                    | Kerry                       |                                              |
| 2014- 2017 | Halt and Catch Fire             | Donna Clark / Donna Emerson | Papel protagonista: 40 episodios             |
| 2015       | Public Morals                   | Sarah                       | 2 episodios                                  |
| 2016       | The Ticket                      | Jessica                     |                                              |
| 2016       | Billions                        | Elise                       | 1 episodio: "Short Squeeze"                  |
| 2017       | Narcos                          | Cristina Jurado             |                                              |
| 2024       | Madame Web                      | Constance Webb              | La madre de Cassie (Madame Web) y científica |